# Makoto Naruse
Kōya Watanabe (渡部弘也 Watanabe Kōya?,  Izumo, Prefectura de Shimane, 13 de noviembre de 1975), mejor conocido bajo su nombre artístico de Makoto Naruse (成瀬誠 Naruse Makoto?), es un actor de voz japonés, actualmente afiliado a Kenyu Office. Junto con Shin'nosuke Tachibana, Naruse forma parte del dúo musical Makomaruko.

## Filmografía

### Anime
- DT Eightron (1998) como Joven C
- Prétear (2001) como Kei[1]
- Babel II: Beyond Infinity (2001) como Noboru Sawaki
- Dennō Bōkenki Webdiver (2002) como Kuroru
- Full Metal Panic! (2002) como Subordinado A
- Mahoromatic (2002) como Dueño de la confitería
- Green Green (2003) como Estudiante
- Cubix (2003) como Dondon
- Submarine Super 99 (2003) como ZeStron[2]
- D.C. ~Da Capo~ (2003) como Kaoru, estudiante
- Lightning Attack Express Hikarian (2003) como Tetsuyuki Shinbashi
- Narue no Sekai (2003) como Cliente (ep. 10), Estudiante (ep. 2), Estudiante A (ep. 6)
- Mermaid Melody: Pichi Pichi Pitch (2003) como Chico del baloncesto C
- Otogi Zoshi (2004) como Joven B
- Gakuen Alice (2004) como Tsubasa Andō
- Rozen Maiden (2004) como Estudiante
- Comic Party (2005) como Joven
- Kore ga Watashi no Goshūjin-sama (2005) como Muchacho A
- Jigoku Shōjo (2005) como Detective Akimoto
- Bleach (2005) como Niño
- Cluster Edge (2006) como Estudiante
- Play Ball (2006) como Momose
- Yakitate!! Japan (2006) como Audiencia
- Yu-Gi-Oh! GX (2007) como Yusuke Fujiwara
- Shugo Chara! (2008) como Yo Ebihara
- Major (2008) como Tsuji
- CARDLIVER (2008) como Kamome Ōzora
- Anyamaru Tantei Kiruminzuu (2009) como Arai Lacaro
- Stitch! (2009) como Pilolo
- Valkyria Chronicles (2009) como Ramal Valt[3]
- Yatterman (2009)
- Kaidan Restaurant (2010) como Joven
- Shugo Chara! (2010) como Tsumurin
- Ore-tachi ni Tsubasa wa Nai (2011) como Platinum
- Jewelpet Twinkle (2011) como Sirius
- Area no Kishi (2012) como Yukigura Hama
- Detective Conan (2012) como Ryuhei Kishimura
- Beyblade: Shogun Steel (2012) como Captain Arrow
- Pitchchichi♪Shizuku-chan (2013) como Mirā-kun
- One Piece (2014) como Blue Gilly
- Garo: The Animation (2015) como Mauro
- Detective Conan (2015) como Ryuhei Kishimura
- World Trigger (2015) como Yoshito Hanazaki
- Duel Masters (2017) como Kei
- Dragon Ball Super (2017) como Ea

### Videojuegos
- Final Fantasy XIII como Maqui
- Gakuen Alice: Kira Kira Memory Kiss como Tsubasa Andō
- God Eater 2 como Romeo Leoni
- Lamento: Beyond the Void como Firi
- JoJo's Bizarre Adventure: All-Star Battle como Terunosuke Miyamoto
- Tokimeki Memorial Girl's Side 2nd Kiss como Shouta Amachi
- Princess Maker 5 como Kenichi Asakura
- Getsuei no Kusari ーSakuran Paranoiaー como Haruna Nozomu